# Maria Eduarda de Carvalho
Maria Eduarda de Carvalho (Rio de Janeiro, 11 de abril de 1983), é uma atriz e autora brasileira.

## Biografia
Começou sua carreira no teatro, aos 13 anos no Tablado, em 1996, permanecendo até 2001. Por lá, atuou em Arlequim – O Servidor de Dois Patrões e Sem Pé Nem Cabeça, ambos com direção de Cacá Mouthe e em 98, Movimento Hip Hop com direção de Cico Caseira. Em 2001, estudou no Teatro Físico, com o professor Massoud Saidpour, em 2003, fez um curso de interpretação para TV e Cinema com Walter Lima Jr., e em 2006, o curso Regras do Jogo com o professor Sotigui, ator da companhia Peter Brook. Atuou também em Valsa nº 6, Don Juan e Roda Viva, todas com direção de Patrícia Zampirolli. Em 2005, se formou em Artes Cênicas pela UniRio. Nos palcos acumula vários trabalhos, entre eles as peças A Dama do Fashion Week, Dorotéia, Anjo Negro, Inbox e Atrás da Porta.
Em 2007, teve seu primeiro papel fixo na TV, na Rede Globo, como a secretária Odete na novela Paraíso Tropical e fez uma participação especial no longa Sexo Verdades Mentiras, de Euclydes Marinho. Em 2008 deu vida a Carminha em Três Irmãs e no ano seguinte participou do seriado Tudo Novo de Novo, ambos na mesma emissora. No cinema, protagonizou o curta Gilda, com direção de Guilherme Scarpa, em 2010.
Em 2011, a atriz, que se destaca pelos cabelos ruivos, conquistou o público como a jovem rebelde Nanda na novela A Vida da Gente. Em 2012, atuou em Lado a Lado e em 2014, interpretou Vanessa na novela Em Família de Manoel Carlos. Na trama, a personagem se destacou no triângulo amoroso formado com as personagens Marina e Clara, papéis de Tainá Müller e Giovanna Antonelli. Maria Eduarda também criou a websérie Ato Falho em 2014, exibida pela Globo.com, na qual também atuou. Em 2015, protagonizou Sete Vidas, ao lado de nomes como Isabelle Drummond, Domingos Montagner, Débora Bloch, Jayme Matarazzo e Thiago Rodrigues.
Em 2017, a atriz estreou como autora na peça infantil Atrás do Mundo, escrita há 7 anos por ela, é uma homenagem à memória de sua irmã. "Objetivo de manter ela viva para que minha filha entendesse a importância dela na minha vida". Em 2018, participou de Brasil a Bordo, série de Miguel Falabella;  filmou Veneza, longa-metragem também de Falabella; voltou às novelas em O Tempo Não Para. Na novela, interpretou Miss Celine, uma professora que despertou em 2018 depois de ficar congelada durante 132 anos. Em 2019, a atriz reestreou o espetáculo e na sequência, estreia um monólogo dirigido pelo Kiko Mascarenhas, Meninos e Meninas, os atores farão uma ocupação no Teatro Poeirinha. Ainda em 2019, participa da novela Éramos Seis, dando vida à divertida e moderna Olga, irmã mais nova da protagonista Lola.[carece de fontes?]

## Vida pessoal
Natural do Rio de Janeiro e filha de pai psiquiatra e mãe psicanalista, Maria Eduarda é descendente de imigrantes portugueses. É mãe de Luiza, de seu antigo casamento com o cineasta Snir Wine. A atriz é bisneta do escritor José Cândido de Carvalho.

## Filmografia

### Televisão
| Ano  | Título                             | Personagem                              | Nota                                        |
| ---- | ---------------------------------- | --------------------------------------- | ------------------------------------------- |
| 2000 | Malhação                           | Aluna do Múltipla Escolha               | Figurante                                   |
| 2005 | América                            | Americana na boate                      | Episódio: "11 de junho"                     |
| 2006 | Futuras Profissões                 | Ana                                     | Episódio: "Movelaria"                       |
| 2006 | Malhação                           | Bela Ruiva                              | Participação                                |
| 2006 | Minha Nada Mole Vida               | Ruiva Surda                             | Episódio: "O Novo Namorado Novo"            |
| 2007 | Paraíso Tropical                   | Odete                                   |                                             |
| 2008 | Faça Sua História                  | Figurinista                             | Participação                                |
| 2008 | Três Irmãs                         | Maria do Carmo (Carminha)               |                                             |
| 2009 | Tudo Novo de Novo                  | Fernanda Vianna (Nanda)                 |                                             |
| 2011 | A Mulher Invisível                 | Duda                                    | Participação                                |
| 2011 | A Vida da Gente                    | Fernanda Macedo (Nanda)                 |                                             |
| 2012 | Lado a Lado                        | Eliete                                  |                                             |
| 2012 | Como Aproveitar o Fim do Mundo     | Sílvia                                  | Episódio: "Está na Hora de Dizer eu te Amo" |
| 2013 | O Dentista Mascarado               | Psicóloga                               | Episódio: "21 de junho"                     |
| 2014 | Em Família                         | Vanessa                                 |                                             |
| 2015 | Sete Vidas                         | Laila Thompson Viana                    |                                             |
| 2017 | Tempo de Amar                      | Mademoiselle Gilberte Conchita Verdoux  |                                             |
| 2018 | Brasil a Bordo                     | Caravelle Larico                        |                                             |
| 2018 | O Tempo Não Para                   | Celine Elizabeth Fielding (Miss Celine) |                                             |
| 2019 | Éramos Seis                        | Olga Amaral Marcondes de Bueno          |                                             |
| 2020 | Salve-se Quem Puder                | Ela mesma                               | Episódio: "20 de março"                     |
| 2022 | Cara e Coragem                     | Andrea Pratini                          |                                             |
| 2023 | Minha Mãe Cozinha Melhor que a Sua | Participante (1.° lugar)                | Episódio: "12 de março"                     |
| 2024 | Garota do Momento                  | Teresa Honório                          |                                             |

### Cinema
| Ano  | Título                                     | Personagem   | Nota           |
| ---- | ------------------------------------------ | ------------ | -------------- |
| 2007 | Mulheres Sexo Verdades Mentiras            | Soninha      |                |
| 2009 | Salve Geral                                | Moça do Pega |                |
| 2010 | Gilda                                      | Gilda        | Curta-metragem |
| 2012 | Deste Lado da Ressurreição                 | Estudante    |                |
| 2016 | Altas Expectativas                         | Lia          |                |
| 2017 | Ménage Literário: a Escrita de Jacques Fux | Mulher       | Curta-metragem |
| 2021 | Veneza                                     | Janete       |                |

### Websérie
| Ano  | Título    | Personagem         | Nota                      |
| ---- | --------- | ------------------ | ------------------------- |
| 2014 | Ato Falho | Várias personagens | também Criadora/Produtora |

## Teatro
| Ano  | Título                                | Personagem     |
| ---- | ------------------------------------- | -------------- |
| 1996 | Arlequim - O Servidor de Dois Patrões |                |
| 1996 | Sem Pé Nem Cabeça                     |                |
| 1998 | Movimento Hip Hop                     |                |
| 1999 | A Casa Mal Assombrada                 |                |
| 2000 | O Inimigo                             |                |
| 2001 | Don Juan                              |                |
| 2004 | Valsa n°6.                            |                |
| 2005 | Dorotéia                              |                |
| 2005 | Roda Viva                             |                |
| 2005 | Anjo Negro                            |                |
| 2005 | João e Maria                          |                |
| 2005 | Ridículos Contos de Amor              |                |
| 2006 | A Dama do Fashion Week                |                |
| 2006 | Gênesis                               |                |
| 2008 | Meu Primeiro Anão                     | Branca de Neve |
| 2011 | Inbox                                 | Clara          |
| 2014 | Atrás da Porta                        | Julia          |
| 2016 | Depois do Amor                        | Margot Taylor  |
| 2017 | Feliz por Nada                        | Juliana        |
| 2017 | Atrás do Mundo                        | Didia / Autora |
| 2019 | Meninos e Meninas                     | Mulher         |

## Prêmios e indicações
| Ano  | Prêmio                                      | Categoria                     | Indicação         | Resultado |
| ---- | ------------------------------------------- | ----------------------------- | ----------------- | --------- |
| 2019 | Prêmio Botequim Cultural[carece de fontes?] | Melhor Atriz de Drama/Comédia | Meninos e Meninas | Pendente  |